# هاو پنگ
هاو پنگ (انگلیسی: Hao Peng؛ زادهٔ ژوئیه ۱۹۶۰ (۶۴ سال)) سیاست‌مدار اهل چین است، که هم‌اکنون به‌عنوان رئیس سازمان ساساک فعالیت می‌کند.